# Fuentespina
Fuentespina – gmina w Hiszpanii, w prowincji Burgos, w Kastylii i León, o powierzchni 12,03 km². W 2011 roku gmina liczyła 757 mieszkańców.